# Alfa Romeo Gran Sport Quattroruote
Alfa Romeo Gran Sport Quattroruote — двухместный родстер, выпускавшийся в 1965 - 1967 годах итальянской автомобильной компанией Alfa Romeo. Данная модель является "ретро" репликой 1750 Gran Sport 1930-х годов (хотя двигатель был установлен L4 вместо старого L6, и была вдохновлена статьей из автомобильного журнала Quattroruote, базирующегося в Милане. Первый прототип был представлен в Турине в Апреле 1965 года, а первая серийная версия была представлена в следующем году на Нью-Йоркском автосалоне. Несмотря на привлекательный дизайн, автомобиль не пользовался спросом: было продано только 92 экземпляра.
Quattroruote собиралась вручную на базе и на составных Giulia. 1,570 куб. см двигатель, трансмиссия и другие механические компоненты перешли от 101-й серии Giulia. 1,6-литровый двигатель Alfa Romeo Twin Cam выдавал 106 л.с. (79 кВт) и максимальная скорость была 156 км/ч (97 миль/ч). Кузов был собран из алюминиевых панелей, а шасси было сконструировано из традиционного трубного сплава методом Zagato. Барабанные тормоза стояли и сзади, и спереди. Автомобиль был доступен в двух версиях:  "Normale" и "Extra".
Другая "реплика" Alfa Romeo 6C 1750 - родстер Pettenella Leontina Sport Zagato был построен тюнинговым ателье Carrozzeria Pettenella в 1975-1976 годах.
Учитывая относительное отсутствие коммерческого успеха, когда она была введена на рынок, редкость этой модели сделала из неё совершенно коллекционной в настоящее время.

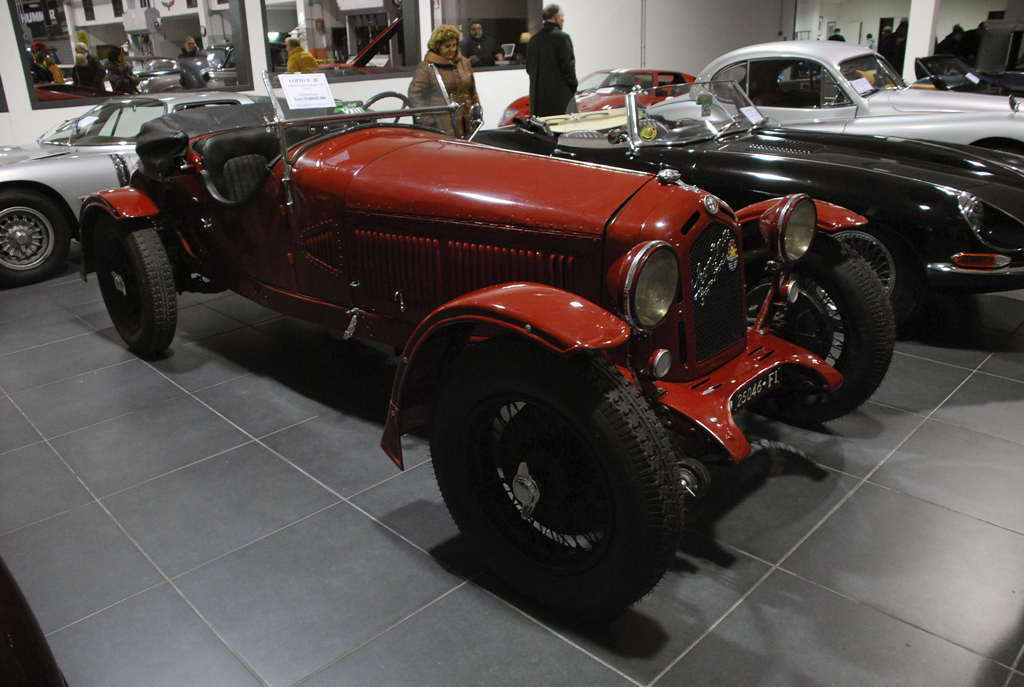
Pettenella Leontina Gran Sport другая реплика Alfa Romeo 6C 1750.